# Drepanocladus kneiffii
Drepanocladus kneiffii là một loài rêu trong họ Amblystegiaceae. Loài này được Schimp. Warnst. mô tả khoa học đầu tiên năm 1903.